# Fiat France
Fiat France war ein belgisches Radsportteam, das nur 1977 bestand.

## Geschichte
Das Team wurde 1977 unter der Leitung von Raphaël Géminiani als Nachfolgerteam von Molteni-Campagnolo gegründet. Neben den Erfolgen konnte das Team unzählige gute Platzierungen erzielen. Hervorzuheben sind bei den Eintagesrennen der vierte Platz bei der Meisterschaft von Zürich, der sechste Platz bei Lüttich–Bastogne–Lüttich, Platz 8 bei Mailand-Sanremo und Platz 9 beim Amstel Gold Race. Bei den Etappenrennen der zweite Platz bei Setmana Catalana, Platz 4 bei Paris-Nizza und Platz 6 bei der Tour de France, welche die letzte Top-Ten-Platzierung von Eddy Merckx bei der Tour de France bedeutete. Nach der Tour 1977 verunglückte der Fahrer Jean-Jacques Fussien tödlich aufgrund der Folgen eines Trainingsunfall. Nach der Saison 1977 wurde das Team aufgelöst. Einige Fahrer wechselten zum neuen Team C&A.
1977 wurde Eddy Merckx nach dem Rennen La Flèche Wallonne mit weiteren Fahrern positiv auf Stimul, ein Produkt der Pemolin-Familie, getestet. Unter der Leitung des belgischen Toxikologen Michiel Debackere wurde gemeinsam mit Frans Delbeke einen Dopingnachweis für diese Mittel entwickelt.

## Erfolge
1977
- drei Etappen Tour de France
- Gesamtwertung und zwei Etappen Mittelmeer-Rundfahrt
- vier Etappen Critérium du Dauphiné
- drei Etappen Paris-Nizza
- eine Etappe Tour de Suisse
- eine Etappe Tour de Romandie
- eine Etappe Setmana Catalana
- zwei Etappen Giro di Sardegna
- Kuurne–Brüssel–Kuurne
- Tour du Condroz

### Monumente-des-Radsports-Platzierungen
| Monument                 | 1977 |
| ------------------------ | ---- |
| Mailand–Sanremo          | 8    |
| Flandern-Rundfahrt       | 20   |
| Paris–Roubaix            | 11   |
| Lüttich–Bastogne–Lüttich | 6    |
| Lombardei-Rundfahrt      | –    |

## Bekannte ehemalige Fahrer
- Eddy Merckx (1977)
- Patrick Sercu (1977)
- Joseph Bruyère (1977)
- Cees Bal (1977)